# L'Approdo Musicale
L'Approdo Musicale fu una rivista di musica attiva tra il 1958 ed il 1967. La rivista fu diretta da Alberto Mantelli.

## Storia
Fondata e diretta da Alberto Mantelli, fu pubblicata dal 1958 al 1967.
Le motivazioni della rivista sono, nelle parole di Alberto Mantelli nell'introduzione al primo numero, di dare ai "programmi musicali (della Radio) che sono la risultante di ricerche, di studi, di intese con autori ed esecutori, di discussioni con studiosi ... un'esistenza che vorremmo fosse meno fuggevole di quella che ebbero sulle onde della radio ... [una trasformazione] da «parola radiofonica da ascoltarsi» in «parola scritta da leggersi»."
Ogni numero della rivista comprendeva normalmente una monografia su un compositore, con una speciale attenzione per la musica moderna e contemporanea. I contributi erano di critici quali Luigi Rognoni, Massimo Mila, Roman Vlad, Alberto Basso e Fausto Torrefranca, di compositori come Luigi Dallapiccola, Goffredo Petrassi e Gian Francesco Malipiero, di direttori di orchestra quali Vittorio Gui, Gianandrea Gavazzeni e René Leibowitz, ma anche di artisti come Felice Casorati e Diego Valeri. Corredava la monografia una discografia completa per permettere l'ascolto.
La rivista affrontava delle trattazioni panoramiche di argomenti di cultura musicale che "sì presentano si può dire ogni giorno all'ascoltatore radiofonico e dei quali si presume una conoscenza anche sommaria che, per contingenti ragioni di non facile lettura di libri specializzati, e spesso mal conseguibile."
La prima annata conteneva in quattro puntate una guida breve alla conoscenza della musica popolare e della musica primitiva di tutto il mondo.
Completavano infine la rivista delle sezioni dedicate alla programmazione radiofonica e recensioni di libri e dischi.

## Indici 1958-1967

### Anno I Numero 1 gennaio - Marzo 1958: Alfredo Casella
A. M., Al lettore, p. 3
Omaggio ad Alfredo Casella
A. Mantelli, Lettera a Casella, p. 7

A. Casella, Dell'interpretazione (inedito, 1944), p. 10

G. F. Malipiero, Così mi scriveva Alfredo Casella (1913-46), p. 20

L. Dallapiccola, Casella Maestro, p. 54

M. Labroca, Roma 1915, p. 57

P. Collaer, Mon ami Alfredo, p. 61

F. Casorati, Casella l'ottimista, p. 66

Y. Casella, L'ultima notte, p. 70

L. Rognoni, L'esperienza musicale di Alfredo Casella, p. 73

Discografia delle opere, p. 95
R. Leydi, Musica popolare e musica primitiva (Ia puntata), p. 98

L. R., Alessandro Piovesan (1908-1958), p. 129

P. Santi, Vita musicale radiofonica, p. 132

Recensioni di libri, p. 143
Illustrazioni f. t. : Casella 1934 (foto) - Casella 1945 (foto) -F. Casorati: Mattino (1919) - F. Casorati: Ritratto di Casella (1927)

### Anno I Numero 2 aprile - Giugno 1958: Maurice Ravel
Maurice Ravel
A. Mantelli, Razionalismo e sensibilità di Maurice Ravel, p. 3

A. Mantelli, Prospetto cronologico della vita e delle opere di Maurice Ravel, p. 55

Discografia, p. 74

E. Paci, Sul significato dei Maestri Cantori di Wagner, p. 85

Discografia, p. 102
R. Leydi, Musica popolare e musica primitiva (2ª puntata), p. 105

F. Sifonia, Ricordo di Gastone Rossi Doria, p. 133

P. Santi, Vita musicale radiofonica, p. 136

Recensioni Libri, p. 145
Dischi, p. 153
Illustrazioni: Maurice Ravel (1922) - Ravel al balcone della sua villa a Montfort-l'Amaury (1922) - Ravel a Biarritz (1930) - Maurice Ravel (1935)

### Anno I Numero 3 luglio – Settembre 1958: Paul Hindemith
Paul Hindemith
G. Turchi, Paul Hindemith, p. 3

Dalle prime opere all'espressionismo : 1.Eredità postromantiche 2.Teatro espressionista 3. "Finale 1921 "

Costruttivismo: 4." Neue Sachlichkeit " e neoclassicismo 5.La " Kammermusik " 6 Cardìllac

Gebrauchsmusik : 7 Hindemith -Weill . 8 Fervida avanguardia. 9 Il teatro di attualità. 10 Opere pedagogico-didattiche e "artigianato ". 11 Das Unaufborliche

Vigilante retroguardia: 12 Arte e realtà. 13 Medioevo e germanesimo. 14 America. 15 Ludus tonalis. 16 L'armonia del mondo
Discografia, p. 63
R. LeydI, Musica popolare e musica primitiva (3ª puntata), p. 70

Discografia, p. 90
P. Santi, Vita musicale radiofonica, p. 96

Recensioni - Libri, p. 104

Dischi, p. 119
Illustrazioni: Georg Grosz: Friedrichstrasse (1918) - Paul Hindemith (1924) -Disegno di Paul Hindemith - Paul Hindemith (1930) - Paul Hindemith (1954)

### Anno I Numero 4 ottobre - Dicembre 1958: George Gershwin
George Gershwin
Ch.Haines, George Gershwin ovvero del musicista come eroe, p. 3

L. Pestalozza, II mondo musicale di Gershwin, p. 24

Prospetto cronologico della vita di Gershwin, p. 46

Discografia, p. 54
A.M.Bonisconti, Ricordo di Artur Rodzinski,p. 58

R.Leydi, I dieci anni del Centro Nazionale di Musica Popolare, p. 62

R.Leydi, Musica popolare e musica primitiva, p. 65

Discografia, p. 90

P.Santi, Vita musicale radiofonica, p. 93

Recensioni - Libri, p. 100

Dischi, p. 114
Illustrazioni: George Gershwin al tempo di Porgy and Bess (1935) - George Gershwin (dicembre 1936) - George Gershwin davanti al ritratto di Arnold Schoenberg da lui dipinto (Beverly Hills, Los Angeles, gennaio 1937) - Ira e George Gershwin (primavera 1937)

### Anno II Numero 5 gennaio-Marzo 1959; Richard Strauss
Richard Strauss
A.Mantelli, II tempo di Strauss, p. 5

V.Gui, Ricordi su Richard Strauss, p. 9

L.Mazzucchetti, Richard Strauss e Stefan, p. 53

A.Mantelli, Prospetto cronologico della vita e delle opere di Richard strauss, p. 82

Discografia, p. 112
R.Leydi, Musica popolare e musica primitiva, p. 121

Discografia, p. 148

P.Santi, Vita musicale radiofonica, p. 161

G.Maselli, II concorso internazionale di composizione 1958 della S.I.M.C, p. 168

Recensioni - Libri, p. 172

Dischi, p. 183
Illustrazioni: Richard Strauss (1905) - Richard Strauss (Torino, 1925) - Richard Strauss (Monaco, agosto 1932) - Strauss nel giardino della sua villa a Garmisch (1939) - Richard Strauss (Torino, 1939) - Richard Strauss (Torino, 1939) - La casa natale a Monaco - La villa di Garmisch - Strauss nel giorno del suo 85º compleanno (Garmisch, 11 giugno 1949).

### Anno II Numero 6 aprile - Giugno 1959: Giacomo Puccini
Giacomo Puccini
R.Leibowitz, L'arte di Giacomo Puccini, p. 3

N.Gallini, Gli anni giovanili di Giacomo Puccini, p. 28

G.Marotti, Incontri e colloqui col Maestro, p. 53

V.Gui, Ricordando, p. 72

E.Gara, Prospetto cronologico della vita e delle opere di Giacomo Puccini, p. 81

Discografia, p. 110
F.Ballo, A proposito di un'edizione fonografica del Fidelio, p. 117

P.Santi, Vita musicale radiofonica, p. 125

Recensioni - Libri, p. 135

Dischi, p. 157
Illustrazioni. Nel testo: Ultima pagina del Preludio in mi minore (1876) - Lettera della madre di Puccini ad Amilcare Ponchielli (1883) - Ultima pagina del preludio al primo atto dell'Edgar (1892) - Fuori testo : Frammento del quarto atto della Bohème (facsimile) - Giacomo Puccini e Ferdinando Fontana (1885) - Giacomo Puccini (1890) - Prima dell'incidente d'automobile (1902) - Dopo l'incidente d'automobile (1903) - A Torre del Lago (1895 - 1896) - A Torre del Lago (1909- 1910) - Puccini a Vittorio Gui (1911) - Giacomo Puccini (1896) -Giacomo Puccini (1908) - Puccini al tenore Rinaldo Grassi (1908) - " Voilà l'hermite mélodieux " (1922) - Puccini col figlio Antonio (1923).

### Anno II Numero 7-8 luglio - Dicembre 1959: Claude Debussy
Claude Debussy
A.Mantelli, Claude Debussy
1. Debussy e il suo tempo - 2. Incontro col Simbolismo - 3. Crisi wagneriana - 4. Musica di Verlaine e poesia di Debussy - 5. Incontri con Mallarmé - 6. Musica senza parole - 7. Paesaggi impressionisti - 8. L'amicizia con Pierre Louys - 9. Pelléas et Mélisande -10. La scoperta del pianoforte - 11. «La mer m'a montré toutes ses robes » - 12. Paesaggi inventati - 13. « En regardant vers le pays de France » - 14. Il libro d'ore - 15. Incontro con D'Annunzio -16. Tastiera e orchestra - 17. L'angolo dei bambini - 18. Commiato dalla musica.

A.Mantelli, Prospetto cronologico della vita e delle opere di Claude Debussy, p. 103

R.Leydi, Discografia delle opere di Claude Debussy, p. 160
I.Maione, La musica nella cultura romantica, p. 172

1. La musica nel mondo romantico tedesco

M.Bonfantini,  Ferdinando Ballo uomo di cultura, p. 200

F.L.Lunghi, Ricordo di Ennio Porrino, p. 204

P.Santi, Vita musicale radiofonica, p. 207

Recensioni – Libri, p. 220

Dischi, p. 237
Illustrazioni. Nel testo: pagg. 3, 4: Augurio natalizio di Debussy alla moglie Emma; pag. 15 : Due pagine del taccuino di Maurice Emmanuel; pag. 98: Manoscritto dello Studio « Pour les sixtes » dedicato a Emma Debussy (versione differente da quella definitiva) ; pag. 135: Manoscritto della prima pagina della 2ª serie delle Fétes galantes ; pag. 139: Lettera a Gabriel Astruc (23 maggio 1907); pag. 151: Lettera a Chouchou (11 dicembre 1913); pag. 159: Claude Debussy sul letto di morte (disegno di Othon Friesz); pag. 171: Claude Debussy (caricatura di L. Borgex).

Fuori testo: 1, 2: Fotografie di Debussy, scattate da Pierre Louys (1895-1900); 3, 4: Claude Debussy (Pourville, 1904); 5: Emma Debussy (Pourville, 1904); 6: Claude Debussy e Dolly Bardac (Pourville, 1904); 7: Claude Debussy (1903); 8: Chouchou Debussy (1908); 9: Claude Debussy con i genitori nel giardino della sua casa a Parigi, Square du Bois de Boulogne (1910); 10: La casa di Saint-Germain-en-Laye, dove nacque; 11: La casa di Parigi, Square du Bois de Boulogne, dove morì; 12: Claude Debussy (1902); 13: Claude Debussy e la moglie Emma nel giardino della loro casa a Parigi, Square du Bois de Boulogne (1905); 14, 15: Claude Debussy (Houlgate, 1911).

N.B. - Le fotografie fuori testo, tranne quelle ai nn. 2 e 12 e i manoscritti, tranne quello a pag.15 appartengono alla collezione di Madame Gaston de Tinan.

### Anno III Numero 9 gennaio - Marzo 1960: Gian Francesco Malipiero
Gian Francesco Malipiero
C. Rostand, Umanesimo di Gian Francesco Malipiero, p. 5

P. Santi, Il Teatro di Gian Francesco Malipiero, p. 19

M. Mila, Sentimento epico di Malipiero, p. 113

G. Barblan, Malipiero e Monteverdi, p. 122

R. Malipiero, Malipiero maestro, p. 134

M. Labroca, Passeggiate romane con Malipiero, p. 143

N. de Pirro, Una strada lunga e difficile, p. 150

D. Valeri, Malipiero a Venezia, p. 158

A. Mantelli, Prospetto cronologico della vita e delle opere di Gian
Francesco Malipiero, p. 163

Discografia, p. 205
I. Maione, La musica nella cultura romantica: I. La musica nel quadro
del romanticismo francese, p. 207

P. Santi, Vita musicale radiofonica, p. 225

Recensioni - Libri, p. 233

Dischi, p. 252
Illustrazioni. Nel testo: pag. 4: Ritratto di A. Casella (caricatura di G. F. Malipiero). Fuori testo: 1. Gardone, Il Vittoriale, 1923 (A. Casella, G. d'Annunzio, G. F. Malipiero); 2. Asolo, 1924; 3. Napoli, 1931 (G. F. Malipiero, O. Respighi, A. Casella, Mrs. E. Sprague Coolidge, F. Alfano, M. Castelnuovo Tedesco); 4. Venezia, 1938 (G. F. Malipiero. P. Hindemith, G. Petrassi, N. Sanzogno); 5. Asolo, 1952; 6. Venezia, 1952; 7. L'ingresso della casa di Asolo; 8. Il giardino e la casa di Asolo; 9. Venezia, 1957 (A. Piovesan, G. F. Malipiero, L. Dallapiccola, G. Petrassi); 10. Asolo, 1960

### Anno III Numero 10 aprile - Giugno 1960: Leoš Janáček
Leoš Janáček
L. Pestalozza Leos Janacek, p. 5

1. Una carriera insolita - 2. I quattro periodi della carriera artistica del compositore - 3. I problemi dell'anticonformismo del musicista - 4. Fra Mussorgski e Bartòk - 5. I primi anni - 6. Linguaggio parlato e canto popolare - 7. La ricerca armonica -8. Slavofilismo, populismo, naturismo - 9. « Jenufa » - 10. Le cantate patriottiche e sociali - 11. Una rapsodia sinfonica: « Taras Bulba » - 12. Oblomov a Praga - 13. « Il diario di uno scomparso » -14. La vita come angoscia: « Kàta Kabanovà » - 15. L'apologia della natura : « La volpe astuta » - 16. Il nostro tempo sotto processo : «L'affare Makropulos» - 17. Musica da camera - 18. Un capolavoro: la « Sinfonietta » - 19. La «Messa Glagolitica » - 20. L'ultima opera: «Da una casa di morti».

V. Fellegara Prospetto cronologico della vita e delle opere di Leos
Janàcek, p. 75
Discografia, p. 104

R. Paoli, Memoria di Bloch, p. 109

I. Maione, La musica nella cultura romantica:   II. La musica nel
quadro del romanticismo francese, p. 114

P. Santi, Vita musicale radiofonica, p. 131

Recensioni - Libri, p. 140

Dischi, p. 151
Illustrazioni : 1. La casa natale di Janàcek a Hukvaldy; 2. Janàcek (1882); 3. Janàcek con un gruppo di allievi a Brno; 4. Janàcek (1924); 5. Janàcek col direttore d'orchestra Sir Henry Wood (Londra, 1926); 6. La tomba di Janàcek nel Cimitero Centrale di Brno.

### Anno III Numero 11 luglio - Settembre 1960: Joseph Haydn
Joseph Haydn
V. Gui, Grandezza di Haydn, p. 5

L. Magnani, Haydn e l'illuminismo, p. 10

F. Fano, Aspetti dell'arte e della spiritualità di Haydn, p. 48

N. Castiglioni, Gli scritti di Haydn, p. 73

Antologia degli scritti di Haydn (a cura di N. Castiglioni), p. 82

Prospetto cronologico della vita di (Franz) Joseph Haydn, p. 138

Discografia, p. 164
R. Leibowitz, L'eredità di Dimitri Mitropoulos, p. 192

P. Santi, Le opere musicali premiate al XII Premio Italia, p. 197

P.Santi, Vita musicalradiofonica

Recensioni - Libri, p. 214

Dischi, p. 219
Illustrazioni. Nel testo : pag. 3 : Firma autografa di Haydn ; pag. 161: Carta da visita ;pag. 191: Ultime righe del testamento del 1809.

Fuori testo:  1.  Haydn nell'uniforme della Casa Esterhàzy   (1768);   2. Esterhàz (1770); 3. (1781); 4. Londra (1791); 5. Londra (1794); 6. Vienna (1801); 7. Casa natale di Haydn a Rohran; 8. Abitazione viennese di Haydn, dove il musicista spirò il 31 maggio 1809.

### Anno III Numero 12 ottobre - Dicembre 1960: Georg Friedrich Händel
Georg Friedrich Händel
E. Zanetti, Haendel in Italia, p. 3

I. L'« Italienreise » del 1706-08 - II. Esperienze diverse - 111. Vocalità e valori drammatici - IV. L'ispirazione religiosa - V. Il ritorno in extremis.

Le musiche italiane di Haendel, p. 41

R. Allorto e R. Ewerhart, Discografia ragionata delle musiche italiane di Haendel, p. 47
I. Maione, La musica nella cultura romantica (III), p. 74

L. Rognoni, Gli scritti e i dipinti di Arnold Schoenberg, p. 95

P. Santi, Vita musicale radiofonica, p. 103

Recensioni - Libri, p. 117

Dischi, p. 120
Illustrazioni: Nel testo: pag. 73. Frontispizio del libretto dell'oratorio « La Risurrezione » Fuori testo: 1. Thomas Hudson: Haendel; 2. Christopher Platyer: Haendel (?) al tempo del primo soggiorno in Italia; 3. Ignoto dell'inizio del sec. XVIII: Il cardinale Benedetto Pamphili; 4. Ricevuta di pagamento controfirmata da Haendel il 14 maggio 1707; 5. Vanvitelli:  Il Porto di Ripetta;  6.  Sfilata in Piazza SS. Apostoli   (estate 1708)

### Anno IV Numero 13 1961: Sergej Prokofiev
Sergej Prokofiev
G. Pannain, Serghei Prokofiev, p. 5

E. Zanetti, Antologia degli scritti di Prokofiev, p. 68

A. de Lozina, Gli anni verdi di Serghei Prokofiev, p. 107

S. Jarocinski, Prospetto cronologico della vita e delle opere di Serghei Prokofiev, p. 112

R. Leydi, Discografia, p. 152
I. Maione, La musica nella cultura romantica (III), p. 161

P. Santi, Vita musicale radiofonica, p. 177

G. Turchi, Alcune considerazioni sul Congresso Internazionale di Musica Sperimentale a Venezia, p. 188

N. Castiglioni, Gli Internationale Ferienkurse fur neue Musik di Darmstadt nel 1961, p. 195
Illustrazioni: Nel testo: pag. 129, Serghei Prokofiev, 1921 (disegno di Henri Matisse)  pag. 150, Manoscritto della prima pagina della Decima Sonata per pianoforte (1953). Fuori testo: « Perfettamente giusto : questo sono io. Saluti. S.P.1916»; Serghei Prokofiev (circa 1920); Serghei Prokofiev (circa 1930); Serghei Prokofiev (circa 1930); Serghei Prokofiev (1933); Manoscritto della prima pagina dell'abbozzo, con indicazioni per la strumentazione, di Pierino e il lupo (1936); Serghei Prokofiev e Serghei Eisenstein (1943); Serghei Prokofiev (autunno 1952).

### Anno IV Numero 14-15 1961: Johann Sebastian Bach
Johann Sebastian Bach
Alberto Basso Il corale organistico di J. S. Bach, p. 5

I - Il corale organistico pre-bachiano, p. 5

I. Questioni generali (p. 5) - 2. Le origini del corale (p. 8) - 3. Lutero riformatore della musica chiesastica (p. 10) - 4. Il trattamento del corale polifonico in Walther e nei suoi successori (p. 12) - 5. La funzione dell'organo (p. 15) - 6. Jan Pieterszoon Sweelinck e i suoi allievi (p. 18). - 7. Samuel Scheidt (p. 22) - 8. Heinrich Scheidemann: Le intavolature di Lynar (p. 26) -9. La scuola meridionale (p. 28) - 10. Johann Pachelbel e i suoi allievi (p. 29) - 11. Johann Gottfried Walther (p. 37) - 12. La scuola settentrionale. L'arte organistica ad Amburgo (p. 40) - 13. L'arte organistica a Lùneburg. Georg Boehm (p. 44) - 14. L'arte organistica a Lubecca. Dietrich Buxtehude e i suoi allievi (p. 48) - 15. Conclusione.
II. - Il corale organistico di J. S. Bach, p. 59

1. Questioni generali (p. 59). - 2. L'ambiente di Eisenach e i primi anni di vita (p. 62). - 3. Il soggiorno a Ohrdruf e a Liineburg: le prime opere (p. 65). - 4. I corali del periodo di Arnstadt (p. 74). - 5. Incertezze di attribuzioni (p. 78). - 6. Il breve soggiorno a Mùhlhausen e il trasferimento a Weimar (p. 82). - 7. L'Orgelbùchlein (p. 92). - 8. L'autografo di Lipsia (p. 101). - 9. La grande raccolta del 1739 (p. 117). - 10. Le ultime opere a stampa (p. 131).
Prospetto cronologico della vita di Bach, p. 141

Prospetto cronologico delle opere di Bach, p. 152

Elenco dei corali organistici di Bach, p. 167

Partite (p. 169) - Corali vari (p. 171) - Orgel bùchlein (p. 177) - Autografo di Lipsia (p. 191) - Terza parte del Clavier-Übung (p. 197) - Sei corali di Schùbler (p. 203) - Corali di dubbia autenticità (p. 205) - Corali non autentici (p. 211).
Le melodie dei corali, p. 213

Bibliografia, p. 255

Discografia, p. 259
Piero Santi Vita musicale radiofonica, p. 265

Guido Turchi I quaderni di conversazione di Beethoven, p. 282
Illustrazioni : Nel testo: pag. 58, Autografo della prima versione di Nun komm der Heiden Heiland (BWV 660 a); cfr. Mus. ms. Bach P 271; pag. 140, Lipsia; pag. 202, Abbozzo autografo (Weimar) di Komm Gott, Schopfer, Heiliger Geist (BWV 667 b); cfr. Mus. ms. Bach P 801; pag. 210, Arnstadt.

Fuori testo: Ritratto ad olio, opera di Elias Gottlieb Haussmann (1746); Eisenach (1685-1695); Lùneburg (1700-1703); Arnstadt (1703-1707); Mùhlhausen (17071708); Weimar (1708-1717); Coethen (1717-1723); Lipsia (1723-1750).

### Numero 16-17 1963: Gustav Mahler
Gustav Mahler
Hans F. Redlich: Gustav Mahler e la sua opera, p. 5

1. Introduzione (p. 5) - 2. Retaggio romantico. Juvenilia (p. 8) - 3. I Lieder eìues fahrenden Cc-sellen e il loro corollario sinfonico: la Prima sinfonia (p. 10) - 4. Le sinfonie del Wimderborn (p. 15). Seconda sinfonia: « La resurrezione » (p. 15). Ter^a sinfonia: « Il canto del grande Pan » (p. 20). La. Quarta sinfonia: «La vita celestiale» (p. 25) - ^.Quinta sinfonia e Kìndertotenlieder (p. 28) -6. La JVj-.'a e la Settima sinfonia (p. 34) - 7. UOttava sinfonìa: « dei Mille » (p. 40) - 8. _Dfij- L/crf toh der Erde (p. 45) - 9. Le due ultime sinfonie (p. 49) - 10. Epilogo: fama postuma di Mahler (p. 56).

Luigi Rognoni: Riscatto e attualità di Gustav Mahler, p. 59

1. Mahler, l'« inattuale » (p. 60) - 2. Passato e avvenire nell'esperienza mahleriana (p. 62) -3. Rapporto con Kierkegaard: la « reminiscenza » e la «ripetizione» (p. 65) - 4. Costanti psicologiche e radici musicali (p. 68) - 5. Programma letterario e inneres Programm (p. 75) - 6. Tempo psicologico e «durata» (p. 79) - 7. L'eredità di Mahler (p. 81).

Ugo Duse: Origini popolari del canto mahleriano, p. 85

Mahler nella parola viva del compositore. Estratti da lettere, programmi, testimonianze (a cura di Ugo Duse), p. 120

Lieder eines fahrenden Gesellen (p. 122) - A proposito della Prima sinfonìa (p. 125) - Genesi della Seconda sinfonia (p. 125) - La Sinfonia della Natura (p. 130) - A proposito della Quarta sinfonia (P- J33) " Chiarimenti sull'Ottava sinfonia (p. 136) - Arte e vita nel « problema sinfonico » (p. 142) - Interrelazioni fra comporre e dirigere (p. 147).

L. R.: Sulla preparazione dell'" Ottava " a Monaco. Lettera inedita di Mahler a Emil Gutmann, p. 156

L. M. : Olga Schnitzler ricorda Mahler, p. 161

Prospetto cronologico della vita di Mahler, p. 166

Prospetto cronologico delle opere di Mahler, p. 176

Elenco delle opere rappresentate a Vienna durante la direzione artistica di Mahler (1897-1907), p. 181

Bibliografia, p. 183

Discografia (a cura di Sergio Martinotti), p. 188
Adelmo Damerini: Valori eterni del "Clavicembalo ben temperato" di J. S. Bach, p. 196

Gianpiero Taverna: Gli „ Internationale Ferienkurse fiir neue Musik " di Darmstadt nel 1963, p. 201

Domenico De Paoli: La musica al "Premio Italia 1963", p. 206
Illustrazioni : Nel testo: pag. 51, Autografo della Decima sinfonia (ultimo foglio dell'abbozzo del quarto movimento); pag. 95, La prima pagina autografa del Lied « Wer hat dies Liedlein erdacht?»; pag. 139, lettera di Mahler alla moglie Alma (giugno 1909); pag. 159, Lettera inedita di Mahler a E. Gutmann (5 agosto 1910).
Fuori testo: 1. Gustav Mahler nel 1902. Acquaforte di Emil Orlik; 2. Mahler nel 1897 ad Amburgo (fotografia) ; 3. Nel 1907 all'Opera di Vienna (foto M. Nahr) ; 4. La casa abitata da Mahler a Dobbiaco nelle estati 1908-1910; 5. La casetta nel bosco, a Dobbiaco, dove Mahler componeva (foto E. Rognoni); 6. L'ultima fotografia di Mahler (New York, dicembre 1910)

### Numero 18 1964: La Cultura Musicale nella Scuola Italiana
Alberto Mantelli, Introduzione, p. 3

Carlo Parmentola, L'estensione dell'insegnamento della musica a tutti gli ordini di Scuole, p. 7

1) Industria culturale di massa e musica, p. 7

2) La Musica e il nuovo Umanesimo, p. 14

3) La situazione italiana, p. 18

4) Il far musica e l'educazione dell'uomo, p. 23

5) La Musica nella scuola dell'obbligo, p. 30

6) La Musica nelle Scuole Medie Superiori, p. 39

7) L'insegnamento musicale negli Istituti magistrali, p. 41

8) La Musica nell'Università, p. 43

9) La formazione dei docenti, p. 45

10) Il ghiaccio è rotto, p. 49

Felice Quaranta, L'educazione musicale nella nuova Scuola Media, p. 53

Aldo Visalberghi, La musica nella Scuola italiana, p. 59

Alberto Basso, I «Concerti per la Gioventù», p. 65

Gli svolgimenti premiati e segnalati alle prove finali svoltesi a Roma

Anno 1961, p. 74

Anno 1962, p. 106

Anno 1963, p. 151

Anno 1964, p. 188

### Numero 19-20 1965: Gruppo dei Sei
"I Sei"
Alberto Mantelli: Introduzione, p. 5

Paul Collaer : I " Sei " : studio dell'evoluzione della musica francese dal 1917 al 1924, p. 11

I prodromi (p. 11) - 1918 (p. 39) - 1919 (p. 42) - 1920 (p. 47) - 1921 (p. 52) - 1922-1923 (p. 61) - i924 (p- 68).
Paul Collaer : " Le Coq et l'Arlequin " di Jean Cocteau 79 Armand Lunel: L'adolescenza creatrice di Darius Milhaud 92

Romano Sistu: Ricordi del tempo dei "Sei", p. 104

Sette colloqui con: Darius Milhaud (p. 104), Germaine Tailleferre (p. 108), Georges Auric (p. 112), Jean Wiener (p. 117), Henri Sauguet (p. 120), Jane Bathori (p. 124), Pierre Bertin (p. 126).

Luigi Rognoni: Due colloqui con Arthur Honegger, p. 131
DOCUMENTI:

Guillaume Apollinaire: "Parade" et l'Esprit Nouveau, p. 143

Jean Cocteau: " Les Matiés de la Tour Eiffel ", p. 145

Raymond Radiguet: " Les Mariés de la Tour Eiffel ", p. 149

Erik Satie: Chroniques musicales, p. 154

Les«Six»(p. 154). Le Prix de Rome(p. 156).Les Périmés(p. 160). Parlons à voix basse (p. 162).

Mémoires d'un amnésique, p. 165

Ce que je suis (p. 165). Parfait entourage (p. 166). Mes trois candidatures (p. 168). Choses de Théàtre (p. 169). La journée du musicien (p. 170). Recoins de ma vie (p. 171).

P. C. : Elenco delle opere di Jean Cocteau, Erik Satie e dei " Sei " scritte dal 1917 al 1924, p. 174

Discografia, p. 187
L. Pin. Il "Premio Italia 1964" e le opere musicali, p. 192

Leonardo Pinzauti : La " prima " in Italia della Decima Sinfonia di Mahler ricostruita da Deryck Cooke, p. 196

Mario Labroca: Perché Toscanini?, p. 203

### Numero 21 1966: Ildebrando Pizzetti
Ildebrando Pizzetti
Alberto Mantelli, Pizzetti oggi, p. 4

Adelmo Damerini, Ildebrando Pizzetti : l'uomo e l'artista

Premessa (p. 8) - Anni 1880-1912. Le composizioni giovanili (p. 12) - Anni 1912-1922. Dalla «Fedra» alla « Dèbora e Jaéle » (p. 22) - Anni 1922-1928. Dal « Requiem » allo « Straniero » e «Fra Gherardo» (p. 40) - Anni 1929-1938. Dall'« Agamennone » all'« Orseolo » e al « De profundis » (p. 48) -Anni 1939-1949. Dall'« Oro » a «Vanna Lupa» (p. 57) -Anni 1950-1965. Dall'« Ifigenia » a « Clitennestra » (p. 67) - Presenza di Pizzetti (p. 78).

Gian Francesco Malipiero, Per Ildebrando Pizzetti, p. 82

Vittorio Gui, La voce di un amico lontano e vicino, p. 86

Alfonso Gatto, Bianco davanti alle sue carte, p. 100

Gianandrea Gavazzeni, Pizzetti, dopo la «Clitennestra», p. 107

Leonardo Pinzauti, Critico musicale e giornalista, p. 115

Cronologia della vita, p. 139

Elenco delle opere, p. 147

Bibliografia, p. 155
Guido Piamonte, II Premio Italia 1965, p. 158

Piero Santi, Ghedini, p. 163

Leonardo Pinzauti, Ricordo di Fausto Torrefranca, p. 167

René Leibowitz, «Moses und Aron» al Covent Garden, p. 171
Illustrazioni : Nel testo: p. 7 Ildebrando Pizzetti, 1924 (caricatura di Sandro Materassi); pag. 38-39, Ildebrando Pizzetti insieme con i colleghi e gli allievi dell'Istituto Musicale di Firenze in occasione dei saggi finali dell'anno 1922-1923 (caricature di Gino Mugnai apparse su Nazione Sera).

Fuori testo: 1. Pizzetti, 1906; 2. Pizzetti, 1922; 3. Pizzetti, 1928; 4. Con Arturo Toscaninia New York (1930); 5. Pizzetti, 1938; 6. Con Gianandrea Gavazzeni durante le prove del Calzare d'argento alla Scala di Milano (1961); 7. Pizzetti, 1952; 8. Pizzetti con la moglie Rirì (1954); 9. Bozzetto di Felice Carena per ì'Orseolo; 10. Scena di Renato Guttuso per La figlia di Jorio; 11. Bozzetto di Lorenzo Ghiglia per il Calcare d'argento; 12. Bozzetto di Attilio Colonnello per Clitennestra; 13. Copia di mano dell'Autore della lirica / Pastori.

### Numero 22 1966: Ferruccio Busoni
Ferruccio Busoni
L. Pinzauti, Ferruccio Busoni problema aperto, p. 5

R. Vlad, Busoni, p. 7

G. Ugolini, La sposa sorteggiata: nascita di uno stile, p. 78

R. Leibowitz, L'arte dell'interpretazione musicale secondo F. B. Busoni, p. 96

S. Martinotti, Lieder: Primi dati per la vocalità busoniana, p. 107

G. F. Malipiero, I miei incontri con Ferruccio Busoni, p. 121

W. Vogel, Ricordi personali, p. 126

G. Selden-Goth, L'amico dei giovani, p. 132

L. Pinzauti, Prospetto cronologico della vita di F. Busoni, p. 137

Catalogo delle composizioni generali, p. 143

Bibliografia essenziale, p. 151
Illustrazioni: Nel testo: pagg. 122-123, Lettera autografa a Gian Francesco Malipiero.

Fuori testo: 1. Casa natale di Ferruccio Busoni; 2. Vecchia cartolina di Viktotia-Louisenplatz a Berlino, ove morì Busoni; 3. Pagina del registro anagrafico di Empoli, con la denuncia della nascita di Ferruccio Busoni, il 1º aprile 1866; 4. Il padre di Busoni, negli anni della vecchiaia; 5. Busoni a Vienna nel 1878; 6. Una pagina del registro dei professori al Conservatorio di Helsingfors; 7. Gerda Sjostrand; 8. Busoni a New York nel 1894; 9. Ritratto di Busoni (disegno di Emil Fuchs), Londra 1897; 10. Busoni, 1900; 11. Busoni a Berlino, 1903; 12. Busoni in una fotografia del periodo berlinese; 13. Le mani del pianista sulla tastiera; 14. Un annuncio delle «Serate orchestrali» con la partecipazione di Ferruccio Busoni, a Berlino, 1906; 15. Busoni col cane Giotto, Zurigo 1915-18; 16. Busoni, 1916-1920; 17. Busoni, 1915-18; 18. Busoni, 1922; 19. Autografo dei Finnlàndische Volksweisen, per pianoforte a 4 mani.

### Numero 23 1966: Fausto Torrefranca
Fausto Torrefranca
Fausto Torrefranca: Avviamento alla storia del quartetto italiano, p. 5

Introduzione (di Alfredo Bonaccorsi), p. 7

Prefazione, p. 15

Capitolo I, p. 27

»      II, p. 41

»      III, p. 50

»      IV, p. 71

»      V, p. 96

»      VI, p. no

»      VII, p. 151

Quartetto (storia di un nome), p. 175

Elenco di tutti gli scritti di Fausto Torrefranca, p. 182
L. Pinzauti: I festival di settembre, p. 188

G. A. Baldi: Il Premio Italia 1966, p. 194

E.Guglielmi: L'«Autunno musicale napoletano», p. 198
Questo n. 23 dell'Approdo Musicale ha un carattere eccezionale, essendo interamente dedicato ad un unico saggio, opera postuma — rimasta incompleta — di Fausto Torrefranca. Il materiale autografo, che ci è stato gentilmente consegnato dai figli dell'Autore, è stato rivisto e coordinato da Alfredo Bonaccorsi.

L'Approdo musicale crede così di contribuire al prestigio della musicologia italiana — oggi priva quasi del tutto di riviste specializzate — onorando la memoria di un illustre studioso.

### Numero 24 1967: Anton Bruckner
Anton Bruckner
Gianandrea Gavazzeni : Col " Minnesanger von Got " - Accostamenti e distacchi, p. 5

1. Luglio-settembre 1966 (p. 5) - 2. Da un saggio del 1966 Intorno ad Anton Bruckner (p. 8) -3. Pagine dal Diario di un inverno 1947-1948 (p. 17); Settembre 1966 (p. 21).

Sergio Martinotti: Anton Bruckner, p. 23

I. Ritratto di Bruckner: una vita senza storia ma un'immagine del proprio tempo (p. 24);

II Bruckner e la musica austriaca:

1. Tradizione e novità (p. 35) - 2) Sapienza e norma arcaica (p. 47) - 3. L'incontro coi classici (p. 55) - 4. Le fondazioni della Sinfonia bruckneriana (p. 70);

III. L'opera come itinerario di stile:

1. Tradizione come esaurimento: la musica sacra, a) I Mottetti (p. 98); b) Le prime Messe (p. 109); c) Il Requiem e la Missa solemnìs (p. 115); d) Le tre grandi Messe (p. 120); e) Il Te Deum (p. 135);/) Salmi, Cantate ed opere minori (p. 138) - 2. Tra scolasticismo ed accademia: l'opera vocale profana (p. 146) - 3. Tra pretesto e presenza: la musica da camera (p. 165) - 4. Coscienza ed impegno: il Sinfonismo. a) Prolegomeni per un'estetica (p. 177); b) Avviamento alla Sinfonia (p. 187); c) Le prime opere (p. 192); d) Tetza e Quarta Sinfonia: due paradigmi bruck-neriani (p. 201); e) Tra novità e norma: Quinta e Sesta Sinfonia (p. 207);/) La Settima: il capolavoro sinfonico (p. ziz);g) Sincretismo e trasvalutazione: le due ultime sinfonie (p. 220);

IV. Conclusioni:

d) La musica sacra (p. 228); V) Il sinfonismo (p. 240)

Prospetto cronologico della vita di Bruckner, p. 254

Prospetto cronologico delle opere di Bruckner, p. 266

Bibliografia, p. 288

Discografia, p. 294
Rene Leibowitz: L'opera "Puntila" di Paul Dessau all'Opera di Stato di Berlino, p. 304
Illustrazioni : Nel testo : pag. 4, caricatura di Bruckner che spiega ; pag. 114, facsimile dell'inizio della Messa in mi bemolle incompiuta; pag. 195, trascrizione pianistica dell'abbozzata Sinfonia in si bemolle; pag. 196, pagina autografa dello Scherzo in sol minore, manoscritto e in parte trascritto per pianoforte, destinato alla Prima Sinfonia; pag. 203, dedica della Terza Sinfonia a Richard Wagner; pag. 226, Facsimile del Trio per la Nona Sinfonia rimasto manoscritto.

Fuori testo: 1. Schizzo a penna di Bruckner; 2. Fotografìa giovanile di Bruckner allievo di Sechter; 3. Fotografia di Bruckner a Linz; 4. Bruckner nel 1885; 5. Una delle ultime fotografie del musicista (fine 1891); 6. Bruckner nel 1890; 7. L'ultima fotografia di Bruckner compositore; 8. Il vecchio duomo di Linz; 9. Lapide bruckneriana nel vecchio duomo di Linz; 10-17. Silhouettes di O. Bòhler su Bruckner; 18. Bruckner e la critica (caricatura); 19-20. Pagine autografe del Finale della Nona Sinfonia.